# Atletismo nos Jogos Pan-Americanos de 1983 - 5000 m masculino
A prova dos 5000 m masculino nos Jogos Pan-Americanos de 1983 foi realizada em Havana, Cuba.

## Medalhistas
| Ouro                      | Prata                     | Bronze                         |
| Eduardo Castro MEX México | Gerardo Alcalá MEX México | Domingo Tibaduiza COL Colômbia |

## Resultados
| Posição           | Nome              | Nacionalidade      | Tempo    | Notas |
| ----------------- | ----------------- | ------------------ | -------- | ----- |
| Medalha de ouro   | Eduardo Castro    | MEX México         | 13:54.11 |       |
| Medalha de prata  | Gerardo Alcalá    | MEX México         | 13:54.37 |       |
| Medalha de bronze | Domingo Tibaduiza | COL Colômbia       | 13:59.68 |       |
| 4                 | José da Silva     | BRA Brasil         | 14:08.02 |       |
| 5                 | Don Clary         | USA Estados Unidos | 14:09.07 |       |
| 6                 | Germán Peña       | COL Colômbia       | 14:17.53 |       |
| 7                 | Omar Aguilar      | CHI Chile          | 14:27.68 |       |
| 8                 | Chris Fox         | USA Estados Unidos | 14:33.50 |       |